# Koro (betegség)
A koro egy kultúrspecifikus szindróma, amelyet a Diagnostic and Statistical Manual of Mental Disorders negyedik kiadványában rögzítettek. A kifejezés ismert shuk yang, shook yang és suo yang ((kínaiul)); jinjinia bemar (Asszámi); vagy rok-joo ((thaiul)) néven is. A beteg úgy hiszi, hogy a külső nemi szervei –vagy nőknél a mellbimbó- visszahúzódik illetve zsugorodik, esetleg teljesen eltűnik.
A szindróma Kínából eredeztethető és többnyire délkelet-Ázsiában lelhető fel, a koro ritka és egyedi esetei világszerte megtalálhatóak a nem-kínai nemzetségekben is. Járványszerű esetek az endémikus nemzeteknél jelentek meg. Afrikában tömeghisztéria alakult ki a genitáliák zsugorodása miatt.

## A név eredete
A legkorábbi nyugati hivatkozás a koro-ra a Dél-Sulawesi B.F. Matthe Dictionary of Buginese Language (1874) művében fordul elő. A szót használják a Makassaresse nyelvben is, jelentése „zsugorodni”, teljes formájában garring koro. Malajziában a keruk lehet a láncszem a koro-hoz, jelentése „zsugorodni”. A shuk yang kifejezés amely a kínai nyelvből származik, a „pénisz zsugorodását” jelenti.

## Osztályozása
A DSM-IV-TR-ben a koro az egyike a bejegyzéseknek a Kultúrához Kötött Szindrómák Jegyzékének Szógyűjteményében. A könyv a koro-t a következőképp definiálja: „egy kifejezés, feltételezhetően Malajziából származva, amely egy hirtelen és intenzív szorongásra utal, melyet a pénisz (vagy nőknél a vulva és a mellbimbók) testbe való visszahúzódása vagy leesése okoz, amely halállal járhat”. Számtalan szerző, amely a kultúrához kötött szindrómákkal foglalkozik, más kategóriába teszi a koro-t az osztályozási rendszerek alapján, például a „kultúraspecifikus nosophobia”, a „nemi visszahúzódás taxon” és a „kultúrával kapcsolatos hiedelmek és kiváltó események” csoportjába.
Más szerzők megkülönböztetik a koro teljes és részleges formáját, továbbá kulturális, és nem-kulturális típusát. A kulturális típus néphiten vagy mitológián alapszik, amely szerepet játszott a keletkezésben és a közösségben terjedő betegségekben, és teljes formájúnak tekinthető, minden tünet megjelenésekor. Javasolt az elsődleges (kultúrához kötött) és másodlagos (központi idegrendszeri rendellenesség, vagy más pszichiátriai betegség, esetleg gyógyszer tünet-együtteseként) koro megkülönböztetése.
A hagyományos kínai orvoslás a koro-t szexuális fertőzésnek tekinti, és két kategóriára osztja, melyet „hideg halmaz a májban” és a „vese yang-jának kimerülése”ként neveznek.

## Jelek és tünetek
A betegek többnyire genitális visszahúzódás vagy töpörödés akut rohamairól számolnak be, néha mindkettőről egyszerre. Az esemény általában néhány óra alatt elmúlik, de eltarthat akár két napig is. Voltak esetek, amikor a koro tünetei akár évekig is kitartottak krónikusan, folyamatosan, vagy visszatérően. A roham csúcspontján a tünetek közé tartozik a pénisz formájának változásának, vagy a pénisz izomtömeg vesztésének észlelése; néhány esetben mikor a szenvedőnek nincs téveszméje vagy rohama, a nemi szervek paraesthesia-járól számolnak be, vagy a nemi szervek rövidüléséről. A legfőbb, mellel kapcsolatos tünet a mellbimbó behúzódása, többnyire a mellbe magába.
A koro szorongásos tünetei közé tartozik még a közelgő haláltól való félelem, a pénisz felbomlása, és a szexuális energia elvesztése. A halálfélelem és a spermatorrhea észlelése kulturálisan erősen kapcsolódik a Kínai hagyomány hiedelmeihez, melyet az a tény bizonyít, hogy az ázsiaiak a nemi panaszokat véglegesnek tartják, szemben a nyugatiakkal. A további téveszmék közé tartozik a hasüregi szervek zsugorodása, nővé vagy eunuch-á válás, nem-specifikus fizikai veszély, húgyúti elzáródás, impotencia, fenyegető őrület, megszállottság vagy átkozottság érzése.
A túlzottan aggódó betegek és azok családtagjai akár fizikai módszereket is igénybe vehetnek a pénisz feltételezett zsugorodásának megelőzésére. A férfi kézzel, vagy géppel nyújtja a péniszét, vagy „lehorgonyozza” egy madzaggal, vagy valamilyen fogóval. A nők hasonlóképpen rángatják a mellüket, húzzák a mellbimbóikat, vagy tűket szúrnak ez utóbbiba. A fizikai sérülés elkerülhetetlen, ami a szindróma szövődményének tekinthető.

## Okozói
Pszichoszexuális konfliktusok, személyiségi tényezők, és a néphit tekinthetők a koro etológiai vonatkozásának. A szexuális felfogás módosulása a nem-kínai áldozatoknál ugyancsak fontos, mint akár a premorbid szexuális zavarok, szexuális promiszkuitás, a maszturbáció miatt érzett bűntudat, és impotencia.

### Néphit
A kulturális elvárás tényezői a koro genezisével kapcsolatban a hagyományos kínai gyógyászatban található nemi élettannal kapcsolatosak, amely olyan szabad képzelgés, ami összeköti a véglegességet a genitáliák visszahúzódásával.
Zhong Zang Jing ősi Kínai orvosi könyvében leírja a pénisz visszahúzódását haspuffadással, mint a halál jelét. A jin és jang elmélet szerint a jang energiák kiegyenlítetlen elvesztése okozza a nemi szervek zsugorodását.
A Taoizmusbol származó nem tudományos nézet szerint, amely erősen befolyásolta a kínai orvosok gondolkodását, a gyakori ejakuláció káros az egészségre, minthogy a sperma tekinthető az ember életenergiájának, így a sperma ürítése halált is okozhat. A spermaürítés általi halál gondolata hasonlít a nemi szervek eltűnése okozta halálhoz, ami összekapcsolja a koro-t a Taoizmussal, így bizonyos mértékig spekulatívan befolyásolva a kínai orvostudományt.
A kínai folklór népszerűsége is nagy szerepet játszik. A Furcsa történetek, egy kínai kísértethistóriás novella említ egy rókaszellemet, amely gyengévé teszi az embert fizikálisan és szexuálisan, és összezsugorítja a szöveteiket. Dél-Kínai területeken beszámoltak arról, hogy a koro tüneteit egy rókaszellem okozta.

## Diagnózis
Általában több feltételt támasztanak a koro diagnózisával szemben: a pénisz (vagy mell) zsugorodása, a zsugorodással kapcsolatos szorongás és halálfélelem, és mechanikus eszközök alkalmazása a teljes visszahúzódás megelőzésének érdekében. Az olyan eseteket, amelyek nem teljesítik a fentebb említett feltételek közül mindet, koro-szerű eseteknek diagnosztizálják, vagy részleges koro-szindrómának. Ilyen esetekben hiába állnak fent a kritériumok, nem szükséges a koro diagnózisát felállítani.

## Gyógykezelés

### Gyógyszer
Genitális vizsgálatok során nem tapasztalták a pénisz tényleges zsugorodását vagy visszahúzódását. A tényleges sérülések és károk a beteg túlzott próbálkozásainak köszönhetőek, ahogyan a visszahúzódást igyekszik megállítani; ezeket a sérüléseket el kell látni.
A történelmi kultúrához köthető esetekben a szexuális anatómiáról beszélnek, és nyugalmat biztosítanak. A pácienst pszichoterápiával kezelik, melyet a tünetek, és a múltban található etiologikusan lényeges pontok között osztanak szét. A prognózis jobb azokban az esetekben, melyekben korábban a páciens működő személyiséggel rendelkezett, a koro csak rövid ideig jelent meg, és viszonylag egyszerű szexuális élete volt.
A nyugati esetekben szórványosan gondos diagnosztikai munkát végeznek, melyben megkeresik a mögöttes szexuális konfliktusokat. A pszichoterápiás kezelés alapja az alany pszichiátriai patológiájából indul ki.

### Bennszülöttek kezelése
Kínában a tradicionális kezelés azon a néphiten alapul, amely hatással volt a páciensre. Az istenekhez való ima, és a Taoisták által végzett ördögűzés a megszokott. Ha azt hiszik hogy egy rókaszellem a felelős, megszólaltatják a gongokat vagy megütik a testet, hogy kiűzzék a szellemet belőle. A személy kap egy jang- vagy jin-visszaállító gyógyitalt, amely általában gyógynövényekből, állati hímtagból (tigris, szarvas vagy fóka testéről lemetszve), agancsdarabból (szarvas vagy őz) vagy őzfarokból készül. Egyéb, terápiás célú étel a bors- vagy gyömbérleves, és a likőr.

## Járványtan
A kínaiak között a koro Dél-Kínára és a Jangce alsó-völgyére korlátozódik. Egy 1992-es tanulmány szerint a megbetegedések területe Kína, a koro áldozatai többnyire alacsonyan iskolázott, egyedülálló, szegény han férfiak, akik félnek a természetfelettitől és a koro-tól. A phenomenon megtalálható Kínán kívül Délkelet-Ázsiában is, különösen Malajziában ésIndonéziában, illetve ritkábban más országok maláj és indonéz lakóinál. A koro előfordulása a maláj és indonéz emberek között feltételezhetően a kínai bevándorlóknak köszönhető, a kulturális keveredéshez való hozzáállás megváltozott, mióta a koro betegséget jelentették Thaiföldről és Indiából is.
A világon szórványosan előfordulnak esetek a nem-délkelet-ázsiai népességből is, jelentések érkeztek például Nepálból, Szudánból, Jordániából, Tanzániából, Nigériából, Franciaországból, Angliából, Amerikából és Kanadából. A legtöbb nem-kínai esettel kapcsolatban a nyugati világban csupán a nemi szervek töpörödését jelentették, de a többi tipikus koro-tünet, mint a halálfélelem, nem jelent meg. A részleges típusú koro nem-kulturális formájú, míg a teljes típusú kapcsolódik a klasszikus kultúrához-kötöttséghez.

## Története

### Kína
Az ókori irodalom kapcsolatot állít a koro és a kínai etnikai csoportok között. Például a koro-t dokumentálták az Új Kollekció -ban, egy régi orvosi könyvben, melyet a Qin-dinasztia tett közre. A könyv úgy jellemezte a betegséget, mint „a hideg chi invázió jin típusa”, amely a szexuális közösülés közben hirtelen rohammal a pénisz hasba való visszahúzódását okozza. Meggyőződése hogy a beteg belehal, ha nem kezelik időben „heves” gyógyszerekkel.
Helyi hivatalos feljegyzések a korai 19.-dik században a Hainan-szigeten és a Guangdong-i Leizhou-félszigeten rögzítenek egy, a nemi szerv visszahúzódásával járó betegséget. 1948-ban, 1955-ben, 1966-ban és 1974-ben járványos megbetegedések sora történt, melyet az utolsó széles körű megjelenés követett 1984 és ’85 között, majd egy sokkal kisebb kitörés 1987-ben. Az 1984 és ’85 közötti járvány közel egy évig tartott, több mint 3000 személyt érintett, illetve 16 várost és megyét. A járvány ideje alatt a mentális egészségért kampányoltak, és azóta Kínában nem ütötte fel a fejét a megbetegedés. A helyi gazdasági feltételek fejlődése kiegészülve a jobb életminőséggel feltehetőleg hozzájárult a koro előfordulásának lecsökkenéséhez.

### Délkelet-Ázsia
1967 októberében tíz napig járvány sújtotta Szingapúrt. Az újságok arról számoltak be, hogy néhány ember koro-fertőzött lett, miután olyan sertéshúst ettek, melyet sertésinfluenza-elleni oltással kezeltek. A pletykák kapcsolatba hozták egymással a sertéshúst és a koro-fertőzést, miután újabb jelentés érkezett arról, hogy egy beoltott sertés péniszvisszahúzódásban haldoklik. Mintegy öt nappal az eredeti újságcikk megjelenése után 97 bejelentett kórházi eset lett. A kormány és az orvosi tisztviselők televíziós nyilvános közleményekben, és újságokban próbálták enyhíteni a kitörést.
1976 novemberében egy járványkitörés 350 esetet okozott Észak-Thaiföldön, többnyire thai férfiak között. A közvélemény és a média attól visszhangzott, hogy a megbetegedést vietnámi étel okozta és dohánymérgezés, mintegy rejtett támadásképp a Thaiföldiek ellen. 1982-ben hasonlóan nagymértékű fertőzés volt Thaiföldön.
1982-ben Északkelet-Indiában is felütötte a fejét a fertőzés, elsősorban alacsonyan iskolázott emberek körében, akik alacsonyabb társadalmi-gazdasági rétegből származnak. A legtöbb esetben nem volt számottevő bizonyíték a premorbid vagy szexuális pszichopatológiára.

### Afrika
1996 vége óta a nemi szervek fogyatkozásának egy kisméretű járványát jelentették a Dél-Afrikai régiókból. Az Afrikai kitörés áldozatai gyakran értelmezik a dolgot lopásnak, mintha valaki el akarná lopni a szerveiket, így megkaparintva a szellemi esszenciát, impotenciát okozva. A feltételezett lopás indítéka a helyi okkult hitből ered, hogy a boszorkányság vagy a juju (fétis) táplálja a spirituális segítőket, vagy hogy váltságdíjként megtartsák. A cukorbeteg emberek általában jobban szenvednek a koro-tól.
A járvány Nigériában és Kamerunban kezdődött, majd átterjedt Ghánára, az Elefántcsontpartra, és Szenegálra 1997-ben. Cotonouban és Beninben történtek olyan esetek, amikor a tömeg megtámadott pár személyt a péniszlopás vádjával, míg a hatóságok öt ember a után elrendelték, hogy a biztonsági erőknek meg kell fékezniük az erőszakot. Későbbi jelentések beszámolnak arról, hogy a fertőzés átterjedt Nyugat-Afrikára, lefedve Khartoum és Szudán területét 2003 szeptemberében, Banjul és Gambia területét 2003 októberében, és Kinasha illetve a Kongói Demokratikus Köztársaság területét 2008-ban.
A Nyugat-Afrikai péniszzsugorodó járványt összehasonlítva a Délkelet-Ázsiai koro-fertőzéssel, az utóbbi tünetei inkább visszahúzódást mutatnak (a zsugorodás helyett) és halálfélelmet (ami hiányzik az Afrikai eseteknél). Az 1997 és 2003 közötti nyugat-afrikai járványok elemzési tanulmánya arra a következtetésre jutott, hogy a pszichopatológia helyett az események résztvevői normális pszichológiai működéssel bírtak, csupán a helyi kulturális modellek, vagy társadalmi reprezentációk voltak rájuk hatással.

## USA és Európa
Az 1880-as években legalább három publikáció jelent meg az Egyesült Államokban, Oroszországban és Angliában, amely a genitális zsugorodás patológiájáról számolt be, anélkül hogy a maláj vagy kínai jelentést használná. A kínai koro fertőzésről először 1908-ban Franciaországban íródott jelentés, és 1936-ban jegyezték be a nyugati orvosi könyvekbe. Az 1950-es években a korót feljegyezték a nosologiai és diagnosztikai pszichiátriában.

## Szakirodalom
- Cheng, S.T., A Critical Review of Chinese Koro. Culture, Medicine and Psychiatry. 1996 20:67-82
- Sociocultural factors for Anxiety disorder, Psychology – The science of mind and behaviour, 3rd, 542. o.
- Ang, PC, Weller, MPI (1984. január 9.). „Koro and psychosis”. The British Journal of Psychiatry 145 (3), 335. o, Kiadó: Royal Medico-psychological Association. DOI:10.1192/bjp.145.3.335. ISSN 0007-1250.

## Fordítás
Ez a szócikk részben vagy egészben  a   Koro_(medicine) című angol Wikipédia-szócikk fordításán alapul.  Az eredeti cikk szerkesztőit annak laptörténete sorolja fel. Ez a jelzés csupán a megfogalmazás eredetét és a szerzői jogokat jelzi, nem szolgál a cikkben szereplő információk forrásmegjelöléseként.